# إطلاق
الإطلاق في الاصطلاح استعمال اللفظ في معناه حقيقة كان أو مجازا. وضده تقييد.

## المطلق
المطلق على وجهين أيضا. الأول الطبيعة من حيث الإطلاق ويقال له الطبيعة المطلقة، والثاني الطبيعة من حيث هو ويقال مطلق الطبيعة. ثم المقيد على كلي الوجهين، وكذا المطلق على كلي الوجهين، من الأمور الاعتبارية الانتزاعية إذ ليس في الخارج إلا ما هو شخص متكيف بعوارض خارجية، ثم العقل بضرب من التحليل ينتزع عنه المطلق والمقيد على وجهين.